# Niaprazina
La niaprazina è farmaco con caratteristiche sedativo-ipnotiche della classe delle fenilpiperazine. È stato utilizzato nel trattamento dei disturbi del sonno sin dai primi anni settanta in numerosi paesi europei, tra i quali Italia, Francia e Lussemburgo. È comunemente usato nei bambini e negli adolescenti per la sua sicurezza, la sua tollerabilità e per la mancanza di caratteristiche che possano comportarne l'abuso.
Originariamente si credeva avesse proprietà di antistaminico e anticolinergico, ma in seguito si è scoperto che la niaprazina non ha un'affinità significativa per il recettore istaminergico H1, né per quello muscarinico, mentre invece è risultato un potente e selettivo antagonista dei recettori adrenegico α1 e serotoninergico 5-HT2A.
Tra i suoi metaboliti c'è la para-fluorofenilpiperazina (pFPP), una molecola il cui ruolo non è chiaro, né è noto se possieda gli effetti clinici della niaprazina. Gli studi condotti su animali hanno dimostrato che tale metabolita non fornisce effetti sedativi, bensì porta a un profilo comportamentale indicativo di attivazione serotoninergica.
Il 2 gennaio 2012 lo sciroppo Nopron, contenente niaprazina, è stato messo fuori commercio a causa di gravi irregolarità nella fabbricazione rilevate presso l'azienda produttrice. L'EMA, l'AIFA e le altre agenzie regolatorie hanno tuttavia sottolineato il loro impegno nel favorire il trasferimento della produzione in altra sede per garantire la disponibilità del farmaco.
Da Maggio 2018 tale farmaco viene prodotto in Italia in alcune farmacie galeniche, quale la niaprazina sciroppo, dietro presentazione di ricetta medica.